# Federseesteg

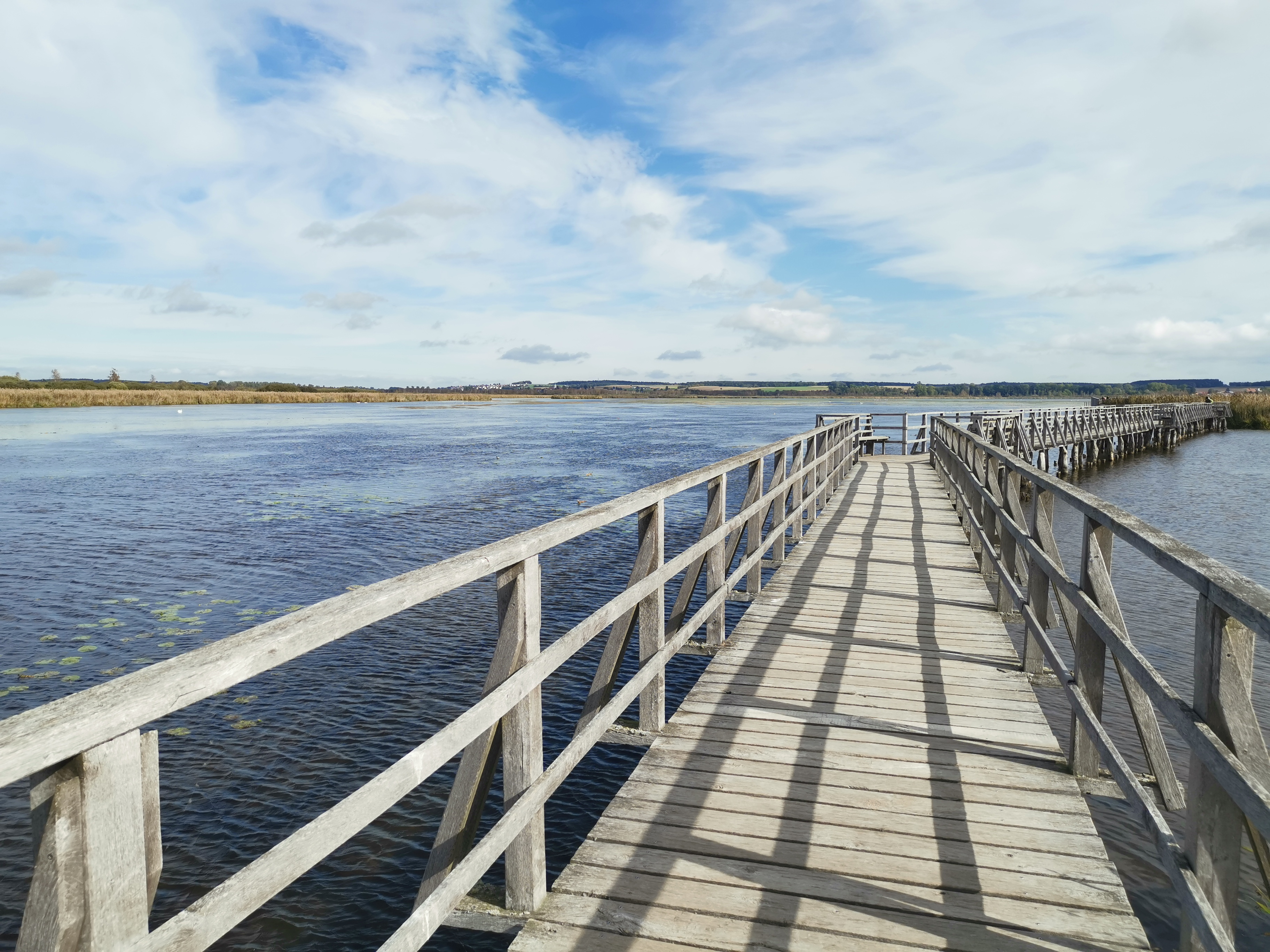
Der Holzsteg im Federsee (2020)

Der Federseesteg ist ein im Jahre 1911 erbauter Steg in der baden-württembergischen Gemeinde Bad Buchau. Auf einer Länge von 1486 Metern kann man auf dem Steg die Moorlandschaft des Federsees besichtigen, denn er durchquert weitläufige artenreiche Streuwiesen und einen dichten Schilfgürtel. Der Steg endet an einer Besucherplattform. Mitten im Schilfgürtel ermöglicht ein Aussichtsturm einen spektakulären Ausblick über das Federseebecken, und bei optimaler Sicht erblickt man einige Alpengipfel. Eine Besucherplattform bietet Möglichkeiten zur Beobachtung von Wasservögeln.

## Historisches

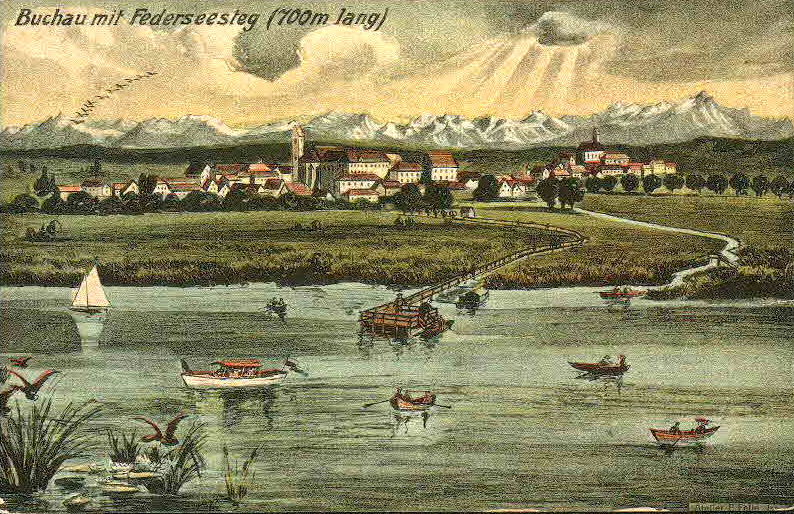
Alte Ansichtskarte mit Blick nach Süden auf den Ort Buchau, die Alpen und den ersten Federseesteg (Werk des Postkartenmalers Eugen Felle)

Lina Hähnle, die Gründerin der NABU-Stiftung Nationales Naturerbe (Nabu), kaufte im heutigen Banngebiet Staudacher auf Anregung des Oberförsters Staudacher 16 ha Riedfläche. Auf dessen Initiative hin wurde der erste Steg 1911 erbaut. Der Steg war 700 m lang und wurde von Hand erbaut. Der Steg durchquert die Nabu-Riedfläche. Er wurde 1949, 1961–1965, 1983–1985 und 2010/11 anlässlich seines 100-jährigen Bestehens erneuert. Die Arbeiten am Steg wurden jeweils nur im Winter bei strengem Frost durchgeführt, da nur in dieser Zeit der weiche Moorboden mit Baumaschinen (Raupenfahrzeugen) befahrbar ist.

## Lage
Im oberschwäbischen Landkreis Biberach befindet sich der Federsee. Die Gemeinden Bad Buchau, Oggelshausen, Seekirch und Tiefenbach grenzen an den See an. Der Steg hinaus zum Federsee ist einzig aus Bad Buchau betretbar. Das Banngebiet Staudacher befindet sich am südwestlichen Teil des Federsees. Das Federseemoor, auch Federseer Ried genannt, ist das größte zusammenhängende Moor Süddeutschlands mit einer Fläche von 33 km2. Der Federsee ist mit 1,4 km2 Fläche der zweitgrößte See Baden-Württembergs.

## Natur

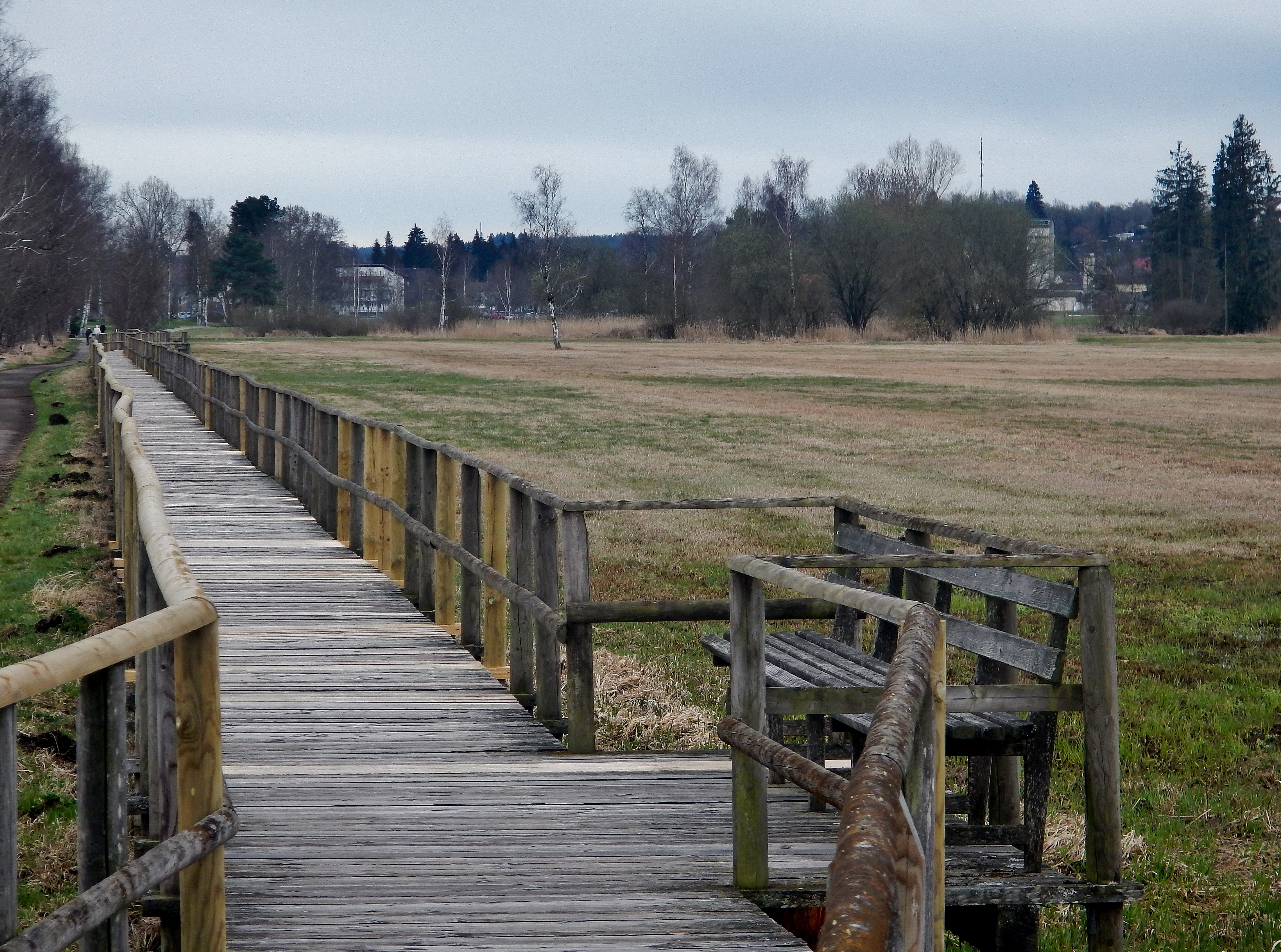
Gemähte Riedwiesen

Der Steg bietet allen Naturfreunden die Möglichkeit, Pflanzen und Tiere zu beobachten.

### Pflanzen
Auf den ersten Metern führt der Steg durch weitläufige Feuchtwiesen, die naturschonend bewirtschaftet werden und somit Lebensraum für Tiere und Pflanzen bieten. Das Zuwachsen der Wiesen wird durch das Mähen verhindert. Im Mai bringen die Feuchtwiesenblüten einen bunten Blütenteppich zum Vorschein. Zu erkennen geben sich der Wiesenknöterich, Sumpf-Läusekraut und Arzneibaldrian. Der nach den ersten hundert Metern folgende dichte Schilfgürtel ist das prägende Bild des Steges und zieht sich beinahe bis zu seinem Ende. Das Schilf erreicht bis zu vier Meter Höhe. Am Ende des Steges bei der Besucherplattform bedecken Teichrosenblätter das Gewässer.

### Tiere
Die Moorlandschaft des Federseer Ried erbringt eine große Artenvielfalt. Aufgrund der späten Mahd der Wiesen können bodenbrütende Vögel ihre Jungen ungestört aufziehen. Zu den Bodenbrütern am Federsee gehören der Wiesenpieper, die Feldschwirle und das Braunkehlchen. 600 verschiedene Schmetterlingsarten finden ihre Heimat in den Feuchtwiesen. Das Schilf bietet Lebensraum für Teichrohrsänger und Bartmeisen. Auf der Aussichtsplattform können viele unterschiedliche Wasservögel bei der Nahrungssuche beobachtet werden, darunter  Flussseeschwalben, Störche und Watvögel. Im Winter finden bis zu 17 verschiedene Entenarten ihr Zuhause. Kormorane, Haubentaucher und Gänsesäger sind die meistverbreiteten Entenarten am Federsee. Schwer erkennbar stehen Rohrdommeln am Ufer.

## Nutzung

### Freizeittourismus

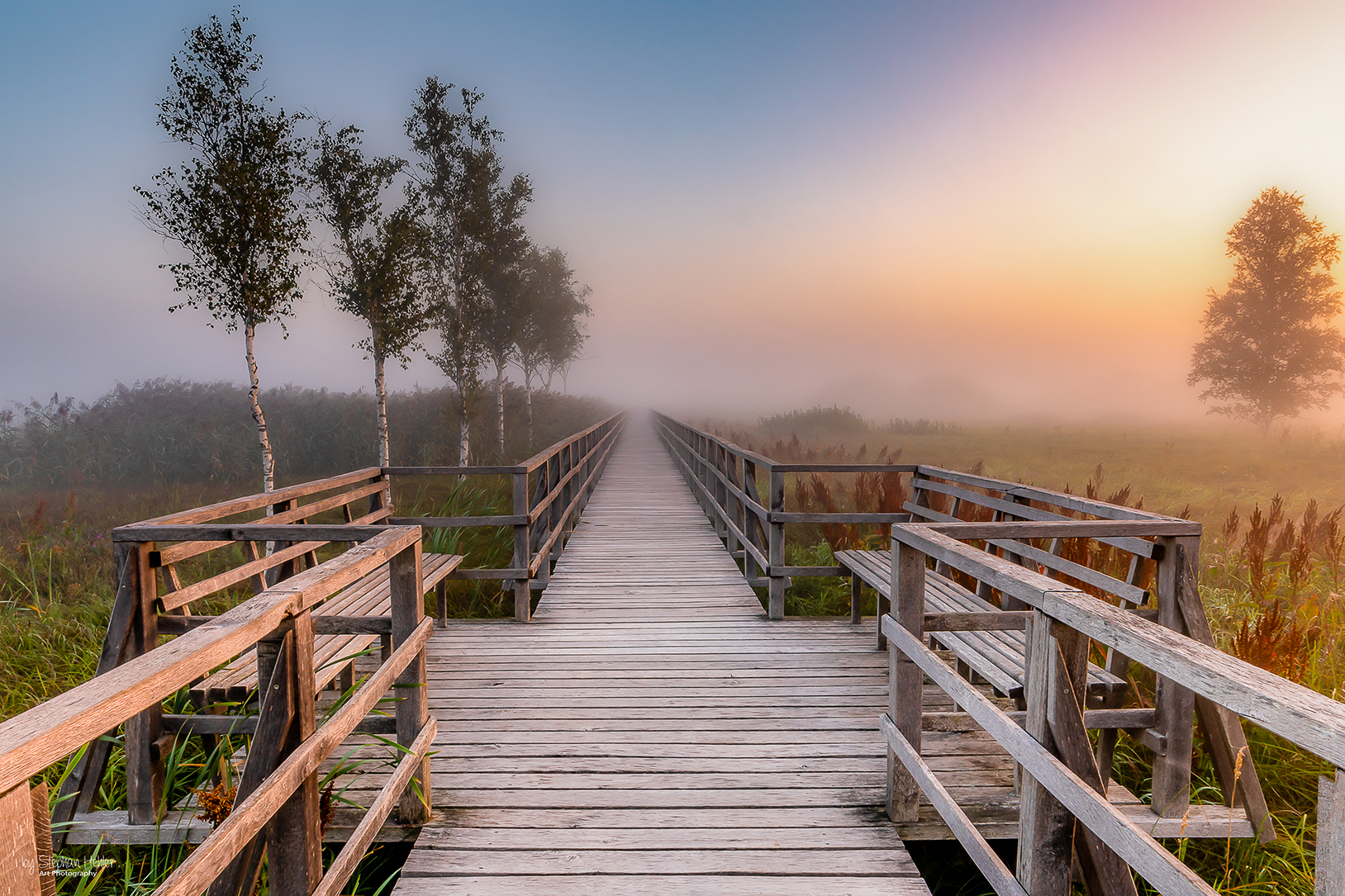
Ruhebänke auf dem Steg

Der Steg wird von den Bewohnern der umliegenden Gemeinden des Sees, größtenteils aus Bad Buchau, in ihrer Freizeit zur Erholung genutzt. Neben den einheimischen Besuchern gibt es auch zahlreiche Touristen, die den Steg besuchen. Der See mit dem Steg ist bei seinen Besuchern unter anderem durch die Natur rund um den See, im Ried und im See selbst sehr beliebt. Durch die Aussichtsplattformen und den Turm können die Besucher die Natur aus nächster Nähe erleben und beobachten. Neben den Wasser- und Moorlebewesen kann man auch gut Vögel, die sich auf dem Wasser oder auf Bäumen neben dem See befinden, beobachten und auch fotografieren. Dies macht den Steg und seine Umgebung zu einem beliebten Ziel. Mittlerweile wird der Steg von bis zu 100.000 Touristen pro Jahr besucht und genutzt. Der Steg ist über das ganze Jahr geöffnet, jedoch kommen die meisten Besucher in den Frühlings- und Sommermonaten, da es um diese Zeit mehr Tiere rund um den See gibt.

## Architektur

### Genutzte Materialien

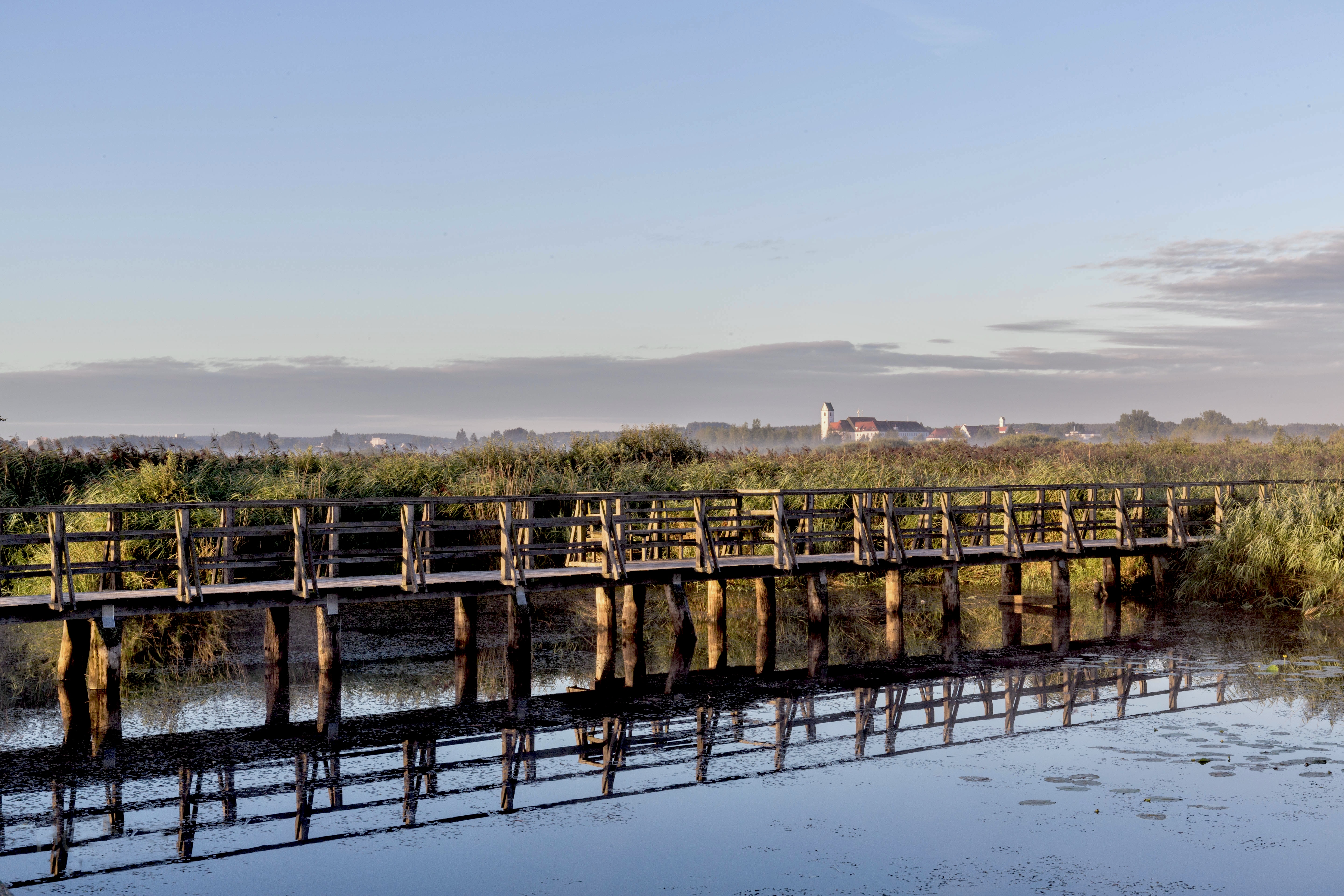
Blick nach Bad Buchau, gut sichtbar die Holzkonstruktion

Für den Bau des Stegs wurde hauptsächlich Eichenholz genutzt. Wegen der Länge des Stegs brauchte man viel Material.
Insgesamt wurden 1.091 Eichenpfähle, die zwischen 7 und 14 m weit in den Boden reichen, verwendet. Um den begehbaren Teil des Steges, die Geländer und andere Bestandteile wie den Aussichtsturm zu bauen, wurden 475 m³ derselben Holzart genutzt. Hinzu kamen noch fast 100.000 Edelstahlschrauben und etwa 50.000 Nägel aus Edelstahl.
Die Baukosten des gesamten Steges und seine Ausstattung beliefen sich nach heutiger Währung auf insgesamt auf etwa 800.000 Euro.

### Ausstattung
Der Steg ist neben einem Aussichtsturm auch mit weiteren Teilen ausgestattet. Auf dem ganzen Steg verteilt befinden sich kleinere Aussichtsplattformen mit Bänken. Auf dem Steg gibt es neben den Plattformen und dem Turm auch ein Schutzhäuschen. Da der Steg vor allem im Frühling und im Sommer gut besucht ist, findet man zu Beginn des Stegs ein Touristen- und Informationsbüro vor. Zusätzlich gibt es auf dem ganzen Steg verteilt Informationsschilder. Für Besucher gibt es einen Parkplatz vor Ort.

## Weiterführende Literatur
- Charlotte Mayenberger, Jost Einstein: 100 Jahre Federseesteg. Naturschutz am Federsee. Federsee-Verlag, Bad Buchau 2011, ISBN 978-3-925171-87-1.